# Tukotuko pustelniczy
Tukotuko pustelniczy (Ctenomys bonettoi) – gatunek gryzonia z rodziny tukotukowatych (Ctenomyidae). Występuje w Ameryce Południowej, gdzie odgrywa ważną rolę ekologiczną. Siedliska tukotuko pustelniczego położone są na terenach południowo-wschodniej części argentyńskiej prowincji Chaco. Międzynarodowa Unia Ochrony Przyrody (IUCN) wymienia ten gatunek w Czerwonej księdze gatunków zagrożonych jako gatunek zagrożony i oznacza go akronimem EN.